# Michael S. Steele
Michael Stephen Steele, né le 19 octobre 1958 sur la base aérienne d'Andrews dans le Maryland, est un avocat et homme politique américain, président du Comité national républicain entre le 30 janvier 2009 et le 14 janvier 2011. Il est le premier Afro-Américain à accéder à cette fonction.
Lieutenant-gouverneur du Maryland de 2003 à 2007 durant le mandat du gouverneur Robert Ehrlich, il est à l'époque l'élu Afro-Américain de plus haut rang dans le Parti républicain.

## Biographie

### Jeunesse
Né en 1958 dans un hôpital de la base militaire Andrews de l'US Air Force, Michael Steele est adopté par Maebell et William Steele, un couple modeste et catholique. De santé fragile pour des problèmes liés à l'alcoolisme, son père adoptif décède alors que Michael Steele n'a que 4 ans. Sa mère adoptive, qui refuse de quémander l'argent de l'assistance sociale, gagne sa vie comme lingère. Elle se remarie ensuite à un chauffeur de camion de l'armée nommé John Turner. Le couple élève Michael et sa jeune sœur Monica. À l'université Johns-Hopkins où il étudie les relations internationales, Michael Steele devient un grand admirateur de Ronald Reagan et un militant républicain. Après l'obtention de sa licence, il effectue des études de séminariste pendant trois ans avant de renoncer finalement à la prêtrise. Il est ensuite admis à la faculté de droit de l'université de Georgetown et travaille comme assistant juridique dans un cabinet d'avocats pour pouvoir se payer ses études de doctorat. En 1991, il entre au cabinet Cleary, Gottlieb, Steel and Hamilton, où il devient spécialiste en droit financier. En 1998, il fonde son propre cabinet de conseil et tente, sans succès, de se faire élire contrôleur des finances de l'État du Maryland. En 2000, il est élu président du comité républicain de l'État du Maryland.

### Vie politique
En novembre 2002, il est élu lieutenant-gouverneur du Maryland en 2003 en tant que colistier de Robert Ehrlich. En 2004, il émerge sur la scène politique nationale lors de la convention républicaine de New York où il a été repéré par le président George W. Bush. Il n'hésite pourtant pas par la suite à se montrer critique à l'égard de l'Administration Bush, à qui il reproche l'impréparation et des exactions commises lors de la guerre d'Irak et la mauvaise gestion de l'ouragan Katrina à La Nouvelle-Orléans en 2005.
En 2006, il se présente à l'élection sénatoriale pour le Maryland au siège laissé libre par Paul Sarbanes mais est battu par le démocrate Ben Cardin.
Candidat en janvier 2009 pour être le président du comité national républicain, il est élu par une majorité des 168 membres du RNC face aux 6 autres candidats qu'étaient Mike Duncan, le président sortant, Katon Dawson, le président du parti républicain de Caroline du Sud, Saul Anuzis, le président du parti dans le Michigan, Ken Blackwell, l'ancien secrétaire d'État de l'Ohio et Chip Saltsman, ancien directeur de campagne de Mike Huckabee, qui finalement se retire avant le début des votes.
Il se représente lors de l'élection de janvier 2011. Réalisant qu'il ne sera pas réélu, il se désiste en faveur de Maria Cino mais c'est Reince Priebus qui est élu. Il est, depuis mai 2011, éditorialiste à The Root, un magazine online destiné aux Afro-Américains.
Steele annonce, en 2020 que, bien qu'il soit un Républicain convaincu, il votera pour le candidat démocrate Joe Biden et non pour Donald Trump lors de l'élection présidentielle.

## Opinions
- Favorable au maintien de l'Affirmative action[7]
- Opposé à un amendement fédéral à la constitution qui interdirait le mariage homosexuel, il estime que cette question relève de la législation interne aux différents états du pays[8].
- Favorable aux recherches sur les cellules souches mais pas aux destructions d'embryons[9].
- Estime que le droit à l'avortement relève de la sphère privée des personnes[10].
- Pour Steele, « la prospérité collective est fille de l'effort individuel et de la libre entreprise, et non de l'intervention d'un État fédéral incapable de mettre fin à la spirale de son endettement ».
- Favorable à l'intensification des forages pétroliers ; il a lancé le fameux slogan : Drill, baby, drill[11].